# Boris Smiljanić
Boris Smiljanić (* 28. September 1976 in Baden AG in der Schweiz) ist ein ehemaliger kroatisch-schweizerischer Fussballspieler und heutiger -trainer. Von November 2022 bis Juni 2023 war er, als Nachfolger von Stephan Keller, Cheftrainer des FC Aarau in der Challenge League.

## Karriere
Der 1,90 Meter grosse Abwehrspieler spielte seit 1993 zehn Jahre beim Grasshopper Club Zürich und wechselte am 20. Januar 2003 zum FC Basel. Im Juni 2007 löste er den Vertrag beim FC Basel auf und kehrte nach vier Jahren wieder zum Grasshopper Club Zürich zurück, wo er bis zu seinem Rücktritt im Sommer 2012 die Position des Captains innehatte.
Seine grössten Erfolge waren der Gewinn der Schweizer Meisterschaft mit den Grasshoppers und dem FC Basel in den Jahren 1995, 1996, 1998, 2001, 2004 und 2005 sowie der Cup-Gewinn ebenfalls mit diesen beiden Vereinen in den Jahren 1994, 2003 und 2007. Sein erstes Länderspiel bestritt er 1999. Anschliessend wurde er nicht mehr für die Nationalmannschaft eingeladen, bis ihn Nationaltrainer Köbi Kuhn im August 2005 erneut berief.

## Titel und Erfolge
Grasshopper Club Zürich
- Schweizer Meister: 1995, 1996, 1998, 2001
- Schweizer Cup: 1994

FC Basel
- Schweizer Meister: 2004, 2005
- Schweizer Cupsieger: 2003, 2007